# Яшлавская волость
Яшлавская волость — административно-территориальная единица в составе Симферопольского уезда Таврической губернии, образована в 1829 году в во время реформы волостного деления — разукрупнения первоначальных волостей. Согласно «Ведомости о казённых волостях Таврической губернии 1829 года», в неё вошла часть деревень бывшей Актачинской волости, расположенных в долинах Альмы, Бодрака и Западного Булганака (без верховьев), а также на плато междуречья.

| - Агач-Эли - Азек - Алма-Кермен - Алмачик - Базарчик - Бешуй - Бий-Эли - Биюк-Яшлав - Булганак-Бадрак | - Джав-Джюрек - Замрук - Калариг - Кобазы - Коджук-Эли - Кочкар-Эли - Кучук-Яшлав - Мангуш - Орта-Кесек | - Отеш-Эли - Сакав - Тав-Бодрак - Тарханлар - Ханышкой - Черкез-Эли - Эвель-Шейх - Эдиш-Эли |

Из Эскиординской волости в новую были переподчинены деревни, также лежащие по рекам Западный Булганак и Альма:
- Карач
- Кочмез
- Кулумбет-Эли
- Молла-Эли
- Сейманларкой
- Чукур-Эли

Из Алуштинской волости был передан лежащий к северу от Главной гряды Крымских гор в долине Альмы Бешуй. В 1860-х годах, после земской реформы Александра II, деревни волости передали в состав Мангушской.